# Реох, Мэттью
Мэттью Реох (англ. Matthew Reoch; 25 февраля 1983, Гибралтар) — гибралтарский футболист, выступавший на позиции защитника. Сыграл один матч за сборную Гибралтара.

## Биография

### Клубная карьера
Родился в 1983 году в Гибралтаре. Его отец, Десмонд Реох (1954—2018) — был президентом футбольной ассоциации Гибралтара с 2013 по 2015 год.
Практически всю игровую карьеру Мэттью провёл в клубе «Манчестер 62». После ухода из команды в 2016 году, отыграл сезон во втором дивизионе страны за клуб «Олимпик 13» и в 2017 года завершил карьеру.

### Карьера в сборной
В 2009 году Реох принимал участие в Островных играх, где сыграл в трёх матчах группового этапа и занял с командой итоговое 9 место.
После вступления Гибралтара в УЕФА в 2013 году, попал в заявку сборной на первый официальный международный матч против сборной Словакии, однако на поле не появился. В 2014 году также вызывался в сборную, но сыграл лишь в одном матче — 25 марта в товарищеской игре против Эстонии (0:2) Реох появился на замену на 88-й минуте вместо Дэнни Хиггинботама.